# Кормилари (Менандар)
Кормилари (грч. Κυβερνῆται) наслов је једне комедије грчкога песника Менандра, који је деловао у оквиру нове атичке комедије. Фрагмент овога комада сачуван је на папирусу.